# 塔胡纳
塔胡纳（Tahuna）是印度尼西亚北苏拉威西省的一个城镇，是桑义赫群岛县的县治所在，位于桑义赫岛西北海岸。2010年统计，塔胡纳所在的塔胡纳区（Kecamatan Tahuna）共有15,948人。2020年的統計人口有35,307人。
纳哈机场位于城镇东北八公里处，有飞往省首府万鸦老的航班。

## 资料来源
1. ↑  Biro Pusat Statistik, Jakarta, 2011.
2. ↑  Badan Pusat Statistik, Jakarta, 2021.